# Inflatable
Inflatable è un singolo del 2002 dei Bush, estratto dal loro quarto album Golden State.